# Oremus
Oremus (česky modleme se) je latinská výzva k modlitbě během katolické mše nebo luterské bohoslužby.

## Charakteristika
Výzva oremus při latinské mši, nebo modleme se při mši v národním jazyce předchází modlitbě, přednášené celebrantem, na kterou mu odpovídají věřící.
Výzvu k modlitbě obsahuje mše svatá před kolektami, před postcommunio, před obětováním, před modlitbou Páně a při modlitbě breviáře,

### Příklad
Příklad užití v antifoně Asperges me:
| Latinsky Oremus. Exaudi nos, Domine sancte, Pater omnipotens, æterne Deus, et mittere digneris sanctum Angelum tuum de cælis, qui custodiat, foveat, protegat, visitet, atque defendat omnes habitantes in hoc habitaculo. Per Christum Dominum nostrum. Amen. |  | Česky Modleme se. Vyslyš nás, svatý Pane, všemohoucí věčný Bože, a pošli, prosíme, z nebe svého svatého Anděla, aby střežil, opatroval, chránil, navštívil a bránil nás, všechny shromážděné v tomto domě. Skrze Krista, našeho Pána. Amen. |